# بيتر برادلي (سياسي)
بيتر برادلي (بالإنجليزية: Peter Bradley) هو سياسي بريطاني، ولد في 12 أبريل 1953 في برمنغهام في المملكة المتحدة. حزبياً، نشط في حزب العمال. في الانتخابات العامة في المملكة المتحدة 1997 ‏، انتخب عضو البرلمان الثاني والخمسون للمملكة المتحدة عن دائرة ذا ريكين وقد انضم خلال فترته النيابية ‏ (1 مايو 1997 – 14 مايو 2001) للكتلة البرلمانية حزب العمال وفي الانتخابات العامة في المملكة المتحدة 2001، انتخب عضو برلمان المملكة المتحدة الـ53 عن دائرة ذا ريكين وقد انضم خلال فترته النيابية ‏ (7 يونيو 2001 – 11 أبريل 2005) للكتلة البرلمانية حزب العمال.